# Valdilecha
Valdilecha ist ein Ort und eine zentralspanische Landgemeinde (municipio) mit 3.213 Einwohnern (Stand: 2024) im Südosten der Autonomen Gemeinschaft Madrid im Übergang zur Autonomen Region Kastilien-La Mancha. Die Gemeinde gehört zur Kulturlandschaft der Alcarria.

## Lage und Klima
Der ca. 720 m hoch gelegene Ort Valdilecha liegt im Iberischen Hochland (meseta) südöstlich des Kastilischen Scheidegebirges. Die spanische Hauptstadt Madrid befindet sich gut 45 km (Fahrtstrecke) nordwestlich; die Stadt Alcalá de Henares ist etwa 26 km in nördlicher Richtung entfernt. Das Klima im Winter ist gemäßigt, im Sommer dagegen warm bis heiß; die eher geringen Niederschlagsmengen (ca. 450 mm/Jahr) fallen – mit Ausnahme der nahezu regenlosen Sommermonate – verteilt übers ganze Jahr.

## Bevölkerungsentwicklung
| Jahr      | 1857  | 1900  | 1950  | 2001  | 2019  |
| Einwohner | 1.156 | 1.536 | 1.601 | 1.860 | 2.933 |

Der im Osten der Region Madrid gelegene Ort ist seit den 1990er Jahren durch die Schaffung eines Neubaugebietes deutlich gewachsen.

## Wirtschaft
Das Land eignete sich zum Anbau von Getreide und anderen Feldfrüchten; Viehwirtschaft wurde ausschließlich zum Zweck der Selbstversorgung betrieben. Seit den Römern gab es auch Olivenbäume und Rebstöcke. Überschüsse konnten an fahrende Händler verkauft oder gegen andere Dinge getauscht werden.

## Geschichte
Keltische, römische, westgotische und selbst islamisch-maurische Funde wurden nicht gemacht. Nach der Rückeroberung (reconquista) der Stadt Toledo durch Truppen Alfons’ VI. von León im Jahr 1085 begann die Phase der Wiederbevölkerung (repoblación) der Region mit Christen aus allen Teilen der Iberischen Halbinsel. Es kamen auch Christen aus dem seit fast 400 Jahren islamisch besetzten Süden, die mudéjares genannt wurden und deren Kultur sich deutlich von den Traditionen des Norden unterschieden. Erstmals erscheint der Ortsname in einem Dokument Alfons’ VIII. aus dem Jahr 1190. Philipp II. verlieh dem Ort im Jahr 1556 die Stadtrechte (villazgo).

## Sehenswürdigkeiten

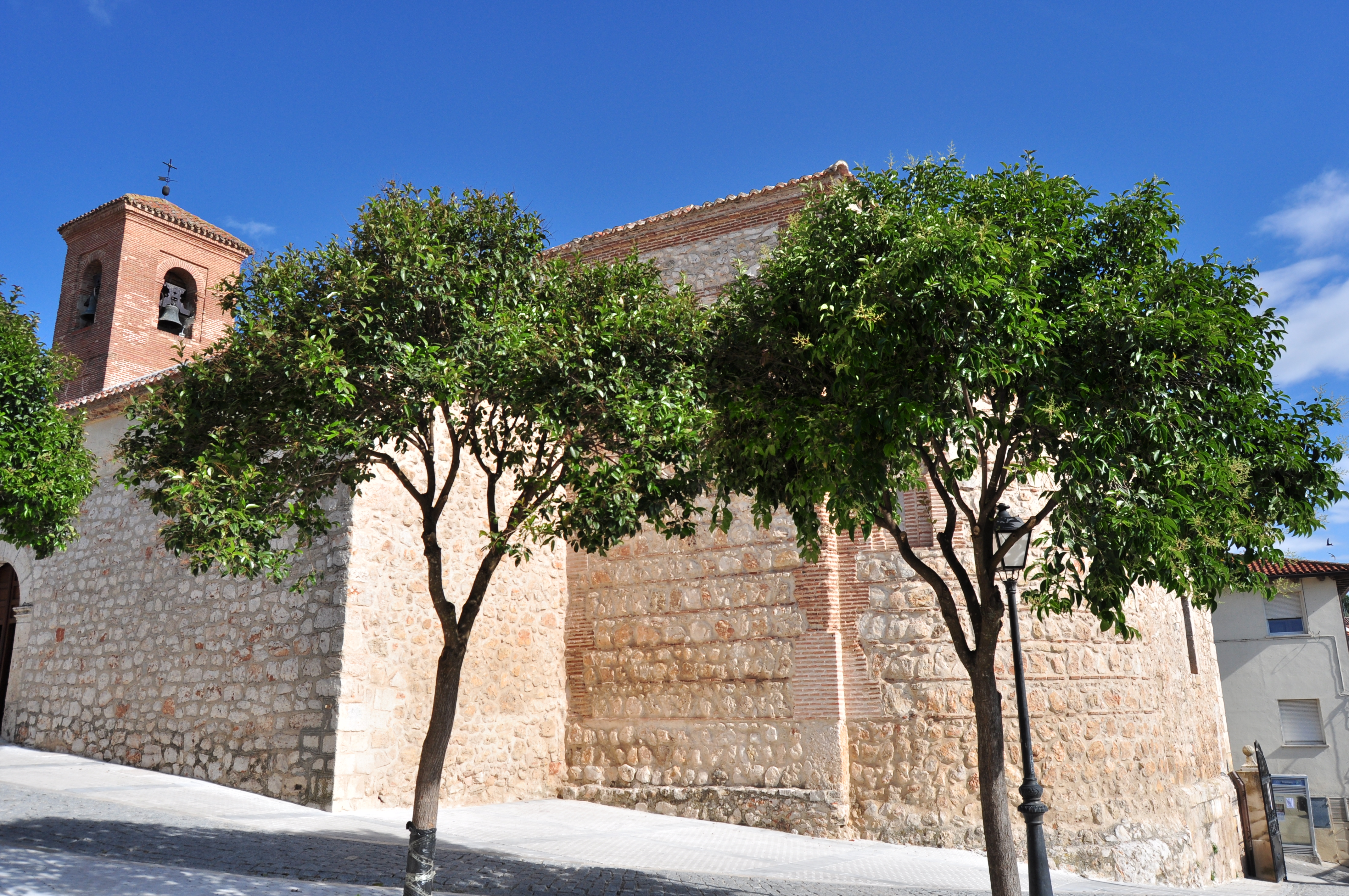
Valdilecha – Iglesia de San Martín

- Die örtliche Pfarrkirche ist dem hl. Martin von Tours geweiht und entstammt ursprünglich dem 13. Jahrhundert. Beachtenswert ist die Gestaltung der Apsis mit wechselnden Steinlagen im Mudéjar-Stil und schmalen Fenstern mit Hufeisenbögen. Das im 16. Jahrhundert neugebaute Langhaus ist dreischiffig; Chorjoch und Apsis sind tonnengewölbt, wohingegen das Langhaus von Holzdecken überspannt ist. In der Apsiskalotte sind Freskenreste eines von einer Mandorla und den vier Evangelistensymbolen umgebenen Pantokrators erhalten. Der untere Teil der Apsis ist mit überschneidenden Bögen (sebkas) und einer Reihe aus Blendarkaden mit hufeisenförmigen Ziegelsteinbögen dekoriert.[4]
- Nördlich des Ortszentrums stehen 3 Kapellen (ermitas) (Ermita Cristo del Amparo, Ermita de la Virgen de la Oliva[5] und Ermita de San José[6])
- Ein langgezogener Waschplatz (lavadero), der auch als Viehtränke (abrevadero) genutzt wurde, befindet sich am Ortsrand.[7]

Umgebung
- In den Feldern steht eine Feldsteinhütte (chozo) mit Kragsteinkuppel.